# فريمان فيتزجيرالد
فريمان فيتزجيرالد (بالإنجليزية: Freeman Fitzgerald)‏ هو لاعب كرة قدم أمريكية أمريكي، ولد في 21 أغسطس 1891 في غيرفيس في الولايات المتحدة، وتوفي في 1942.